# 近似法
近似法（きんじほう）とは関数の厳密値や方程式の厳密解を求めるときに、それが不可能または困難であるか、簡便のために近似値あるいは近似解を得る方法である。

## 無理数の近似
実数（特に無理数）を有理数により近似することはディオファントス近似として知られている。例えば円周率 {\displaystyle \pi =3.14159...} の有理数による近似値として、古代エジプトでは 256/81 = 3.16049... が、古代バビロニアでは 25/8 = 3.125 が知られていた。アルキメデスは
{\displaystyle {\frac {223}{71}}<\pi <{\frac {22}{7}}}
を証明した（詳細は円周率の歴史を見よ）。ディオファントス近似は連分数と密接な関係がある。

## テイラー展開
テイラー展開を用いる。
関数f (x ) のx = a の近傍における近似値を考える。f (x )をx = a においてテイラー展開すれば
{\displaystyle f(x)=\sum _{n=0}^{\infty }{\frac {f^{(n)}(a)}{n!}}(x-a)^{n}}
となる。x -a の値が十分小さければ、高次の項は無視することができる。とくに2次以上を無視すれば
{\displaystyle f(x)\simeq f(a)+f^{\prime }(a)(x-a)}
となる。また、n 次の項まで考えたものをn 次近似と呼ぶ。すなわち上の例は1次近似である。
具体例
主要な関数の{\displaystyle x\simeq 0}における2次近似を挙げておく。
- {\displaystyle e^{x}\simeq 1+x+{\frac {x^{2}}{2}}}
- {\displaystyle \ln(1+x)\simeq x-{\frac {x^{2}}{2}}}
- {\displaystyle (1+x)^{n}\simeq 1+nx+{\frac {n(n-1)}{2}}x^{2}}
- {\displaystyle \sin x\simeq x}
- {\displaystyle \cos x\simeq 1-{\frac {x^{2}}{2}}}

## 漸近展開
特殊関数などの関数の振る舞いはしばしば漸近展開によって記述される。関数列 {\displaystyle \{\varphi _{n}\}_{n=0}^{\infty }} が点 {\displaystyle x_{0}} における漸近関数列であるとは、すべての {\displaystyle n} で
{\displaystyle \varphi _{n+1}(x)=o(\varphi _{n}(x))\ \ x\to x_{0}}
が成り立つことをいう（点 {\displaystyle x_{0}} としては無限遠 {\displaystyle x_{0}=\infty } でもよい）。そのうえで、ある関数 {\displaystyle f} の点 {\displaystyle x_{0}} における (広義の) 漸近級数とは、形式級数 {\displaystyle \sum _{n=0}^{\infty }a_{n}\varphi _{n}(x)} ですべての {\displaystyle k} に対して
{\displaystyle f(x)-\sum _{n=0}^{k}a_{n}\varphi _{n}(x)=o\left(\varphi _{k}(x)\right)}
を満足するもののことを言う。このとき
{\displaystyle f(x)\sim \sum _{n=0}^{\infty }a_{n}\varphi _{n}(x)}
と表記する。
漸近級数は一般には発散級数であってもよく、しかししばしばその有限項の和がもとの関数 {\displaystyle f(x)} をよく近似する。例えば関数
{\displaystyle f(x)=x\int _{0}^{\infty }{\frac {e^{-t}}{x+t}}dt}
は {\displaystyle x\to \infty } でスティルチェス級数を漸近展開として持つ。
{\displaystyle f(x)\sim \sum _{n=0}^{\infty }(-1)^{n}n!x^{n}}
{\displaystyle f(10)} の値はスティルチェス級数の第9項までの和により誤差 {\displaystyle 3.6\times 10^{-4}} で評価できる。ただしスティルチェス級数は発散級数であり、さらに多くの和を計算すると逆に誤差が増大する。

## 多項式近似
区間 {\displaystyle [-1,1]} で定義された連続関数 {\displaystyle f} を多項式により近似することを考える。このような近似が可能であることはストーン＝ワイエルシュトラスの定理によって保証されている。なお一般の区間 {\displaystyle [a,b]} の場合、変数変換
{\displaystyle x={\frac {a+b}{2}}+{\frac {b-a}{2}}t}
により区間 {\displaystyle [-1,1]} の問題に帰着できる。
ある多項式 {\displaystyle p} が問題の関数 {\displaystyle f} をどの程度「良く」近似できているのかは、区間 {\displaystyle [-1,1]} における一様ノルム
{\displaystyle \|p-f\|=\max _{x\in [-1,1]}\left|p(x)-f(x)\right|}
によって表現される。例えば区間 {\displaystyle [a,b]} を等間隔の {\displaystyle n} 区間 {\displaystyle [x_{i},x_{i+1}]} ({\displaystyle x_{i}=a+(b-a)i/n}) に分割し、各小区間の端点 {\displaystyle x_{i}} での関数値 {\displaystyle f_{i}(x_{i})} のラグランジュ補間を近似多項式として採用することを考える。しばしばこの方式では区間 {\displaystyle [-1,1]} の端付近で補間多項式の値が補間点以外ではもとの関数値から大きく外れるルンゲ現象が起き、その結果一様ノルムが大きな値を取るため好ましくない。
一様ノルムの観点で最良の近似多項式がミニマックス近似多項式である。{\displaystyle \mathbb {P} _{n}} を高々 {\displaystyle n} 次の実係数多項式の全体とする。区間 {\displaystyle [-1,1]} で定義された連続関数 {\displaystyle f} について、そのミニマックス近似多項式 {\displaystyle \phi _{n}\in P_{n}} とは、任意の {\displaystyle p\in P_{n}} に対して
{\displaystyle \|f-\phi _{n}\|\leq \|f-p\|}
が成立するもののことを言う。連続関数のミニマックス近似多項式は常に存在し一意であることが保証されている。チェビシェフの等振動定理によると、ミニマックス多項式はもとの関数のある {\displaystyle n+1} 点でのラグランジュ補間に一致する。ただし、どの点で補間を行えばよいのかは関数 {\displaystyle f} に依存する。ミニマックス近似多項式を求めるRemezのアルゴリズムが知られている。しかし、実際にそれを構成することはあまり容易ではない。
実用的には関数の多項式近似にはチェビシェフ補間を用いることが多い。{\displaystyle n} 次のチェビシェフ補間とは、{\displaystyle T_{n+1}(x)} の {\displaystyle n+1} 個の零点における関数値をラグランジュ補間するものである。多項式近似におけるチェビシェフ多項式の有用性は次の定理によって示される。

{\displaystyle n\geq 1} とする. 任意の実係数 {\displaystyle n} 次モニック多項式 {\displaystyle p(x)} は

{\displaystyle \|p\|\geq 2^{1-n}}

を満足する。等号成立は {\displaystyle p(x)=2^{1-n}T_{n}(x)} のときである.

従って {\displaystyle n} 次のモニック多項式のうち 0 を近似する最良のものがチェビシェフ補間であると言える。この性質のため、チェビシェフ補間ではルンゲ現象は発生しない。一般にはチェビシェフ補間がミニマックス近似多項式を与えるとは限らないものの、その良い近似を与えることが期待できる。

## 常微分方程式
本節では常微分方程式の近似解法について述べる。摂動論によって近似解を得ることができる状況がしばしばあるが、最高階微分項の係数が微小パラメータ {\displaystyle \epsilon } であるような方程式の場合、{\displaystyle \epsilon =0} とした方程式ともとの方程式が質的に異なる特異摂動問題であり、通常の摂動論によって解くことができない。

### 境界層理論
流体力学（ナビエ–ストークス方程式）における境界層のように、解析対象となる領域のうち、異なる領域によって有効な近似方程式が異なる場合がある。このような場合、各領域で境界条件を満足する適切な近似解を構成し、それを漸近接続することによって大域的な解を構成することができる。この手法は境界層理論として知られている。

### WKB近似
{\displaystyle \epsilon } を微小パラメータとする2階常微分方程式
{\displaystyle \epsilon ^{2}{\frac {d^{2}y}{dx^{2}}}=A(x)y(x)}
は、{\displaystyle A} の変化がゆっくりとみなせるならば、指数関数型の解
{\displaystyle y(x)\sim \exp \left(\pm {\frac {1}{\epsilon }}{\sqrt {A(x)}}\right)}
により近似できる。この考察に基づく常微分方程式の漸近級数解の理論はWKB近似として知られる。これはもともとジョゼフ・リウヴィルらによって19世紀から用いられていたが、量子力学においてシュレディンガー方程式の近似解法としてWentzelらによって用いられたことからWKB近似として知られるようになった。また光学（幾何光学、物理光学）における幾何光学近似あるいは物理光学近似とも対応している。

### 複スケール解析
複数の「時間」スケール（ここでは常微分方程式の独立変数を時間とみなす）を持つ問題の場合、独立変数として各時間スケールに対応する変数を導入することによって特異摂動問題を解く複スケール解析が知られている。この手法は例えば擬調和振動子の摂動における永年項問題に適用できるだけでなく、境界層問題等の他の特異摂動問題にも適用できる。